# Донна Каран
До́нна Ка́ран (англ. Donna Karan), справжнє ім'я До́нна А́йві Фа́ске (англ. Donna Ivy Faske; нар. 2 жовтня 1948, Нью-Йорк, США) — американська модельєрка та підприємиця, власниця всесвітньо відомих торгових марок Donna Karan і DKNY (Donna Karan New York). Засновниця концепції «Сім простих речей».

## Біографія
Донна Айві Фаске народилася 2 жовтня 1948 року в Нью-Йорку. Росла в родині моделі і кравця (вітчим). У віці 14 років стала продавати одяг.
В 1966 році закінчила школу George W. Hewlett High School і два роки навчалася мистецтву дизайну й малюнка в Parsons The New School for Design. Працювала на модний будинок Анни Кляйн після смерті його засновниці до 1989 року. Тоді ж запустила свою першу лінію the Essentials і легендарну «Seven Easy Pieces».
У 1973 році Донна одружился з власником мережі магазинів одягу Марком Караном. Народила дочку Габріель Каран де Феліче.
Познайомилася з талановитим скульптором Стівеном Вейссом, в 1983 році покинула чоловіка. За це її багато засуджували, але незабаром Каран довела, що з першим чоловіком у неї не було ніяких перспектив. 
Вейсс вірив у її талант і допоміг відкрити свою справу. За кілька років з маленького ательє Стівен і Донна змогли створити всесвітньо відому марку DKNY. Вейсс очолював її організацію генеральним директором до своєї смерті від раку легенів у 2001 році.
Донна Каран живе в своєму рідному штаті Нью-Йорк. Вивчає кабалу.

## Діяльність
Коли в 1974 році Анна Кляйн померла від раку, Каран стала головною модельєркою її Дому. А в 1984 році заснувала свій — Donna Karan International Inc. Підтримав її проєкт акціонер Дому Anne Klein — японська група Takihyo. Восени 1985 року новий Дім представив першу колекцію. Після показу преса зробила висновок: Каран входить в історію моди, пропонуючи новаторську точку зору — Donna Karan Collection визнана бестселером в США.
Дуже швидко з невеликого ательє в домашній вітальні, переобладнаній під цех, компанія стала глобальною Donna Karan New York Company. З весни 1997 року виготовляється одяг ще під кількома лейблами: D, DKNY Classic, DKNY Active.
На 1998 рік у компанії працювало 1540 осіб, з них майже 100 дизайнерів. Команда була розбита на 9 груп.

У 2008 році обличчям компанії стала британська супермодель Кейт Мосс.
Вона стала однією з найуспішніших жінок у світі. Серед її шанувальників і мільйонери, і робітничий клас. Сьогодні імперія Донни отримала міжнародний успіх і визнання. Пані Каран лишиться актуальною в світовій моді і продовжить вражати нас неймовірно оригінальним і сучасним підходом.
Донна Каран стала першою з дизайнерів, хто розробила унікальну концепцію «Сім простих речей». Вона продумала все до дрібниць, і її концепція полягає в тому, що кожна жінка, яка проживає у великому місті, повинна включити в свій базовий гардероб сім незамінних речей. Для Донни Каран це светр, легінси, штани, шкіряний жакет, блуза, костюм і зручна сукня. На відміну від інших модельєрів, Каран ніколи не прагне створювати розкішне вбрання і каже, що її одяг призначений для всіх.
Наразі[коли?] вартість компанії Донни Каран оцінюється, за найскромнішими підрахунками, в 600 мільйонів доларів. Каран залишається головною дизайнеркою, залишивши посаду директорки компанії.

## Нагороди
- Премія Coty American Fashion Critics’ Award у 1977 та 1982 роках.
- Зарахування до зали слави Coty (1984).
- Council of Fashion Designers of America (CFDA) відзначив її чоловічу лінію 1992 року та жіночу в 1990 та 1996 роках.
- Спеціальні призи CFDA три роки поспіль (1985, 1986, 1987).
- Відзначена Fashion Group International а т. н. «Ночі зірок».